# Liste des monnaies en circulation

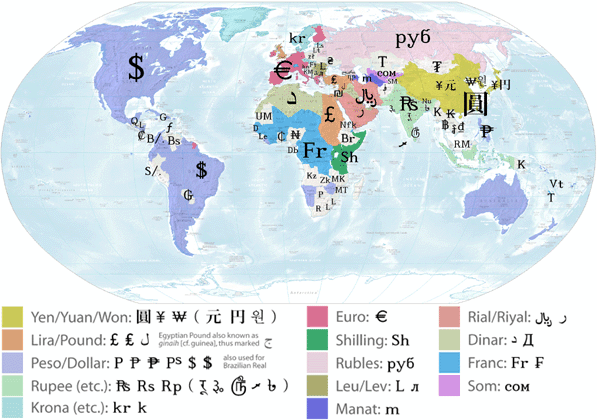
Carte mondiale des unités monétaires dans le monde en 2006, par Radicalcartography. Cette vue d'artiste est linguistique, par exemple le dollar canadien et le dollar américain sont deux monnaies très distinctes.

La liste des monnaies en circulation reprend les unités monétaires ayant cours, classées par continent et par pays. Pour les monnaies obsolètes, voir la liste des unités monétaires obsolètes.
Cette liste vise à assigner chaque monnaie, son symbole monétaire et son code ISO 4217 à son ou ses pays utilisateurs en fonction de la région du monde où il est ou sont localisés ; le code ISO correspond à la norme ISO 4217 définissant des codes de trois lettres pour les devises utilisées dans le monde

## Remarque préliminaires
La quasi-totalité des monnaies ont pour fraction le centième de l'unité principale, appelé selon les pays centime, cent, centésimo, pfennig, penny, kopeck, etc.
Onze monnaies seulement ont des divisions différentes (les trois dernières ont des diviseurs multiples) :
- Le dinar bahreïni en est divisé en 1000 fils.
- Le dinar jordanien est divisé en 1000 fils.
- Le Dinar libyen est divisé en 1000 Dirham.
- Le rial omanais est divisé en 1000 Baizas.
- Le Dinar tunisien est divisé en 1000 millimes.
- Le riyal yéménite est divisé en 40 bugshahs.
- L'Ouguiya mauritanien est divisé en 5 khoums
- L'ariary malgache est divisé en 5 iraimbilanja[2].
- Le dinar koweitien est divisé en 10 dirhams et 1000 fils.
- Le dong vietnamien est divisé en 10 hao et 100 xu.
- Le Dinar irakien est divisé en 5 riyals et 1000 fils.
- Le dinar algérien

## Noms de devises les plus utilisés
- le dinar/denar
- l'euro
- la livre
- le franc
- le dollar
- la roupie
- le shilling
- le rial/riel/réal
- le peso
- la couronne

## Afrique

### Afrique du Nord
| Pays       | Devise,          | Symbole monétaire ou nom local | Code ISO, |
| ---------- | ---------------- | ------------------------------ | --------- |
| Algérie    | dinar algérien   | د.ج, dinar                     | DZD       |
| Égypte     | livre égyptienne | E£, الجنيه المصري              | EGP       |
| Libye      | dinar libyen     | dinar                          | LYD       |
| Maroc      | dirham marocain  | د.م.                           | MAD       |
| Mauritanie | ouguiya          | أوقية                          | MRU       |
| Soudan     | livre soudanaise | s£, sudan pounds               | SDG       |
| Tunisie    | dinar tunisien   | DT                             | TND       |

### Afrique de l'Ouest
| Pays          | Devise,            | Symbole monétaire ou nom local | Code ISO, |
| ------------- | ------------------ | ------------------------------ | --------- |
| Bénin         | Franc CFA (UEMOA)  | F CFA, franc                   | XOF       |
| Burkina Faso  | franc CFA (UEMOA)  | F CFA, franc                   | XOF       |
| Cap-Vert      | escudo du Cap-Vert | escudo                         | CVE       |
| Côte d'Ivoire | Franc CFA (UEMOA)  | F CFA, franc                   | XOF       |
| Gambie        | dalasi             | dalasi                         | GMD       |
| Ghana         | cedi               | ₵, ¢, cedi                     | GHS       |
| Guinée        | franc guinéen      | F, franc                       | GNF       |
| Guinée-Bissau | franc CFA (UEMOA)  | F CFA, franc                   | XOF       |
| Liberia       | dollar libérien    | dollar                         | LRD       |
| Mali          | franc CFA (UEMOA)  | F CFA, franc                   | XOF       |
| Niger         | Franc CFA (UEMOA)  | F CFA, franc                   | XOF       |
| Nigeria       | naira              | N, naira                       | NGN       |
| Sénégal       | Franc CFA (UEMOA)  | F CFA, franc                   | XOF       |
| Sierra Leone  | leone              | leone                          | SLL       |
| Togo          | Franc CFA (UEMOA)  | F CFA, franc                   | XOF       |

### Afrique centrale
| Pays                             | Devise,                    | Symbole monétaire ou nom local | Code ISO, |
| -------------------------------- | -------------------------- | ------------------------------ | --------- |
| Cameroun                         | Franc CFA (CEMAC)          | F CFA, franc                   | XAF       |
| République centrafricaine        | Franc CFA (CEMAC), bitcoin | F CFA, franc, bitcoin          | XAF, XBT  |
| République du Congo              | Franc CFA (CEMAC)          | F CFA, franc                   | XAF       |
| République démocratique du Congo | franc congolais            | F/FC, franc                    | CDF       |
| Gabon                            | Franc CFA (CEMAC)          | F CFA, franc                   | XAF       |
| Guinée équatoriale               | Franc CFA (CEMAC)          | F CFA, franc                   | XAF       |
| Sao Tomé-et-Principe             | dobra                      | dobra                          | STD       |
| Tchad                            | Franc CFA (CEMAC)          | F CFA, franc                   | XAF       |

### Afrique de l'Est
| Pays          | Devise,              | Symbole monétaire ou nom local | Code ISO, |
| ------------- | -------------------- | ------------------------------ | --------- |
| Burundi       | franc burundais      | F, franc                       | BIF       |
| Djibouti      | franc de Djibouti    | F, franc                       | DJF       |
| Érythrée      | nakfa                | nakfa                          | ERN       |
| Éthiopie      | birr                 | birr                           | ETB       |
| Kenya         | shilling kényan      | shilling                       | KES       |
| Ouganda       | shilling ougandais   | shilling                       | UGX       |
| Rwanda        | franc rwandais       | F, franc                       | RWF       |
| Seychelles    | roupie seychelloise  | roupie                         | SCR       |
| Somalie       | shilling somalien    | shilling                       | SOS       |
| Soudan du Sud | livre sud-soudanaise | South Sudanese pound           | SSP       |
| Tanzanie      | shilling tanzanien   | shilling                       | TZS       |

### Afrique australe
| Pays                                                 | Devise,                | Symbole monétaire ou nom local | Code ISO, |
| ---------------------------------------------------- | ---------------------- | ------------------------------ | --------- |
| Afrique du Sud                                       | rand                   | R, rand                        | ZAR       |
| Angola                                               | kwanza                 | Kz, kwanza                     | AOA       |
| Botswana                                             | pula                   | pula                           | BWP       |
| Île Bouvet (Norvège)                                 | couronne norvégienne   | krone                          | NOK       |
| Comores                                              | franc comorien         | FC, franc, فرنك قمري           | KMF       |
| La Réunion (France)                                  | euro                   | €                              | EUR       |
| Lesotho                                              | loti                   | loti                           | LSL       |
| Madagascar                                           | ariary                 | Ar, ariary                     | MGA       |
| Malawi                                               | kwacha malawien        | kwacha                         | MWK       |
| Maurice                                              | roupie mauricienne     | roupie                         | MUR       |
| Mayotte (France)                                     | euro                   | €                              | EUR       |
| Mozambique                                           | metical                | MTn, metical                   | MZN       |
| Namibie                                              | dollar namibien        | dollar                         | NAD       |
| Sainte-Hélène, Ascension et Tristan da Cunha (R.-U.) | livre de Sainte-Hélène | £                              | SHP       |
| Eswatini                                             | lilangeni              | lilangeni                      | SZL       |
| Terres australes et antarctiques françaises (France) | euro                   | €                              | EUR       |
| Zambie                                               | kwacha de Zambie       | kwacha                         | ZMW       |
| Zimbabwe                                             | or du Zimbabwe         | gold, ZiG                      | ZWG       |

## Asie

### Asie centrale
| Pays         | Devise,        | Symbole monétaire ou nom local | Code ISO, |
| ------------ | -------------- | ------------------------------ | --------- |
| Kazakhstan   | tenge          | tеңге                          | KZT       |
| Kirghizistan | som            | som                            | KGS       |
| Ouzbékistan  | sum            | sum                            | UZS       |
| Tadjikistan  | somoni         | somoni                         | TJS       |
| Turkménistan | manat turkmène | manat                          | TMT       |

### CaucaseetRussie
| Pays        | Devise,              | Symbole monétaire ou nom local | Code ISO, |
| ----------- | -------------------- | ------------------------------ | --------- |
| Arménie     | dram                 | դրամ                           | AMD       |
| Azerbaïdjan | manat azerbaïdjanais | ₼, manat                       | AZN       |
| Géorgie     | lari                 | ₾, ლარი                        | GEL       |
| Russie      | rouble russe         | ₽, р., руб., рубль             | RUB       |

### Asie de l'Est
| Pays              | Devise,                  | Symbole monétaire ou nom local | Code ISO, |
| ----------------- | ------------------------ | ------------------------------ | --------- |
| Chine             | yuan renminbi            | ¥, 元, renminbi                | CNY       |
| Corée du Nord     | won nord-coréen          | ￦, Wn.                        | KPW       |
| Corée du Sud      | won sud-coréen           | ￦, W.                         | KRW       |
| Hong Kong (Chine) | dollar de Hong Kong      | dollar, $                      | HKD       |
| Japon             | yen                      | ¥, 円                          | JPY       |
| Macao (Chine)     | pataca                   | ?                              | MOP       |
| Mongolie          | tugrik                   | ₮, төгрөг                      | MNT       |
| Taïwan            | nouveau dollar de Taïwan | 元, NT$, dollar, yuan          | TWD       |

### Moyen-Orient
| Pays                     | Devise,                                                  | Symbole monétaire ou nom local   | Code ISO,   |
| ------------------------ | -------------------------------------------------------- | -------------------------------- | ----------- |
| Afghanistan              | afghani                                                  | ؋                                | AFN         |
| Arabie saoudite          | riyal saoudien                                           | riyal                            | SAR         |
| Bahreïn                  | dinar de Bahreïn                                         | dinar                            | BHD         |
| Émirats arabes unis      | dirham des Émirats arabes unis                           | DH, درهم إماراتي, dirham émirati | AED         |
| Irak                     | dinar irakien                                            | dinar                            | IQD         |
| Iran                     | rial iranien                                             | ریال ایران                       | IRR         |
| Israël                   | Shekel                                                   | ₪                                | ILS         |
| Jordanie                 | dinar jordanien                                          | dinar                            | JOD         |
| Koweït                   | dinar koweïtien                                          | dinar                            | KWD         |
| Liban                    | livre libanaise                                          | £L                               | LBP         |
| Oman                     | rial omanais                                             | rial                             | OMR         |
| Territoires palestiniens | Shekel dinar jordanien livre égyptienne[réf. nécessaire] | ₪ dinar E£, الجنيه المصري        | ILS JOD EGP |
| Qatar                    | riyal qatari                                             | rial                             | QAR         |
| Syrie                    | Livre syrienne                                           | S£                               | SYP         |
| Turquie                  | livre turque                                             | ₺, lira                          | TRY         |
| Yémen                    | riyal yéménite                                           | rial                             | YER         |

### Asie du Sud-Est
| Pays           | Devise,             | Symbole monétaire ou nom local | Code ISO, |
| -------------- | ------------------- | ------------------------------ | --------- |
| Birmanie       | kyat                | kyat                           | MMK       |
| Brunei         | dollar de Brunei    | B$                             | BND       |
| Cambodge       | riel                | riel                           | KHR       |
| Indonésie      | rupiah              | roupie                         | IDR       |
| Laos           | kip                 | ₭, kip                         | LAK       |
| Malaisie       | ringgit             | RM, ringgit                    | MYR       |
| Philippines    | peso philippin      | peso, piso                     | PHP       |
| Singapour      | dollar de Singapour | S$                             | SGD       |
| Thaïlande      | baht                | ฿, บาท, bath                   | THB       |
| Timor oriental | dollar américain    | $, dollar                      | USD       |
| Viêt Nam       | dong                | đồng                           | VND       |

### Sous-continent indien
| Pays       | Devise,             | Symbole monétaire ou nom local       | Code ISO, |
| ---------- | ------------------- | ------------------------------------ | --------- |
| Bangladesh | taka                | taka                                 | BDT       |
| Bhoutan    | ngultrum            | Nu                                   | BTN       |
| Inde       | roupie indienne     | Rs., Re., रू, रुपया Nouveau symbole : ₹ | INR       |
| Maldives   | rufiyaa             | rf, ދިވެހި ރުފިޔ                          | MVR       |
| Népal      | roupie népalaise    | रूपैयाँ                                  | NPR       |
| Pakistan   | roupie pakistanaise | ₨                                    | PKR       |
| Sri Lanka  | roupie srilankaise  | ₨                                    | LKR       |

## Amérique

### Amérique du Nord
| Pays                              | Devise,               | Symbole monétaire ou nom local | Code ISO, |
| --------------------------------- | --------------------- | ------------------------------ | --------- |
| Bermudes                          | dollar des Bermudes   | $, BD$ , dollar                | BMD       |
| Canada                            | dollar canadien       | $, $ CA, dollar                | CAD       |
| États-Unis                        | dollar des États-Unis | $, dollar                      | USD       |
| Groenland (Danemark)              | Couronne danoise      | kroner, kr                     | DKK       |
| Mexique                           | Peso mexicain         | $, peso                        | MXN       |
| Saint-Pierre-et-Miquelon (France) | euro                  | €                              | EUR       |

### Amérique centrale
| Pays       | Devise,                   | Symbole monétaire ou nom local | Code ISO, |
| ---------- | ------------------------- | ------------------------------ | --------- |
| Belize     | dollar de Belize          | BZ$, dollar                    | BZD       |
| Costa Rica | colon du Costa Rica       | colón                          | CRC       |
| Guatemala  | quetzal                   | quetzal                        | GTQ       |
| Honduras   | lempira                   | lempira                        | HNL       |
| Nicaragua  | córdoba oro               | córdoba                        | NIO       |
| Panama     | balboa                    | balboa                         | PAB       |
| Salvador   | dollar américain, bitcoin | $, dollar, bitcoin             | USD, XBT  |

### Caraïbes
| Pays                                | Devise,                             | Symbole monétaire ou nom local | Code ISO, |
| ----------------------------------- | ----------------------------------- | ------------------------------ | --------- |
| Anguilla (R.-U.)                    | dollar des Caraïbes orientales      | EC$, dollar                    | XCD       |
| Antigua-et-Barbuda                  | dollar des Caraïbes orientales      | EC$, dollar                    | XCD       |
| Aruba (Pays-Bas)                    | Florin arubais                      | Afl. ou AFL, Aƒ ou ƒ           | AWG       |
| Bahamas                             | dollar des Bahamas                  | B$, dollar                     | BSD       |
| Barbade                             | dollar barbadien                    | Bds$, dollar                   | BBD       |
| Îles Caïmans (R.-U.)                | dollar des îles Caïmans             | CI$, dollar                    | KYD       |
| Cuba                                | peso cubain peso cubain convertible | $, peso                        | CUP CUC   |
| Curaçao (Pays-Bas)                  | Florin des Antilles néerlandaises   | NAƒ ou NAf, ƒ ou f             | ANG       |
| République dominicaine              | peso dominicain                     | $, peso                        | DOP       |
| Dominique                           | dollar des Caraïbes orientales      | EC$, dollar                    | XCD       |
| Grenade                             | dollar des Caraïbes orientales      | EC$, dollar                    | XCD       |
| Guadeloupe (France)                 | euro                                | €                              | EUR       |
| Haïti                               | gourde haïtienne                    | gourde                         | HTG       |
| Jamaïque                            | dollar jamaïcain                    | J$, dollar                     | JMD       |
| Martinique (France)                 | euro                                | €                              | EUR       |
| Montserrat (R.-U.)                  | dollar des Caraïbes orientales      | EC$, dollar                    | XCD       |
| Pays-Bas caribéens (Pays-Bas)       | dollar américain                    | dollar                         | USD       |
| Porto Rico (É.-U.)                  | dollar américain                    | dollar                         | USD       |
| Saint-Barthélemy (France)           | euro                                | €                              | EUR       |
| Saint-Christophe-et-Niévès          | dollar des Caraïbes orientales      | EC$, dollar                    | XCD       |
| Saint-Martin (France)               | euro                                | €                              | EUR       |
| Saint-Vincent-et-les-Grenadines     | dollar des Caraïbes orientales      | EC$, dollar                    | XCD       |
| Sainte-Lucie                        | dollar des Caraïbes orientales      | EC$, dollar                    | XCD       |
| Saint-Martin (Pays-Bas)             | Florin des Antilles néerlandaises   | NAƒ ou NAf, ƒ ou f             | ANG       |
| Trinité-et-Tobago                   | dollar trinidadien                  | TTD, titis                     | TTD       |
| Îles Turques-et-Caïques (R.-U.)     | dollar américain                    | dollar                         | USD       |
| Îles Vierges britanniques (R.-U.)   | dollar américain                    | dollar                         | USD       |
| Îles Vierges des États-Unis (É.-U.) | dollar américain                    | dollar                         | USD       |

### Amérique du Sud
| Pays                                               | Devise                                    | Symbole monétaire ou nom local | Code ISO |
| -------------------------------------------------- | ----------------------------------------- | ------------------------------ | -------- |
| Argentine                                          | peso argentin                             | $, peso                        | ARS      |
| Bolivie                                            | boliviano bolivien                        | boliviano                      | BOB      |
| Brésil                                             | réal brésilien                            | R$, reais                      | BRL      |
| Chili                                              | peso chilien                              | $, peso                        | CLP      |
| Colombie                                           | peso colombien                            | $, peso                        | COP      |
| Équateur                                           | dollar américain                          | $, dollar                      | USD      |
| Géorgie du Sud-et-les îles Sandwich du Sud (R.-U.) | livre des îles Malouines[réf. nécessaire] | £                              | FKP      |
| Guyana                                             | dollar guyanien                           | G$, dollar                     | GYD      |
| Guyane (France)                                    | euro                                      | €                              | EUR      |
| Malouines (R.-U.)                                  | livre des îles Malouines                  | £                              | FKP      |
| Paraguay                                           | guaraní paraguayen                        | ₲, guaraní                     | PYG      |
| Pérou                                              | nuevo sol péruvien                        | S/.                            | PEN      |
| Suriname                                           | dollar du Suriname                        | dollar                         | SRD      |
| Uruguay                                            | peso uruguayen                            | $, dollar                      | UYU      |
| Venezuela                                          | bolívar vénézuélien                       | bolívar                        | VES      |

## Europe

### Les20 membresde lazone euro

Zone euro
États de l'UE hors zone euro
Référendum sur l'adhésion du Danemark à la zone euro à venir
Micro-États hors UE utilisant l'euro de manière officielle
(Andorre, Monaco, Vatican, Saint-Marin)
États ou zones hors de UE utilisant l'euro de facto
(Monténégro, Kosovo)

- Zone euro
- États de l'UE hors zone euro
- Référendum sur l'adhésion du Danemark à la zone euro à venir
- Micro-États hors UE utilisant l'euro de manière officielle
(Andorre, Monaco, Vatican, Saint-Marin)
- États ou zones hors de UE utilisant l'euro de facto
(Monténégro, Kosovo)

| Pays                  | Devise | Symbole monétaire et nom local | Code ISO | Ancienne devise      |
| --------------------- | ------ | ------------------------------ | -------- | -------------------- |
| Allemagne             | euro   | €                              | EUR      | Mark allemand        |
| Autriche              | euro   | €                              | EUR      | Schilling            |
| Belgique              | euro   | €                              | EUR      | Franc belge          |
| Chypre                | euro   | € ; ευρώ en grec               | EUR      | Livre chypriote      |
| Croatie               | euro   | €                              | EUR      | Kuna                 |
| Espagne               | euro   | €                              | EUR      | Peseta               |
| Estonie               | euro   | €                              | EUR      | Couronne estonienne  |
| Finlande - Îles Åland | euro   | €                              | EUR      | Mark finlandais      |
| France                | euro   | €                              | EUR      | Franc français       |
| Grèce                 | euro   | € ; ευρώ en grec               | EUR      | Drachme              |
| Irlande               | euro   | €                              | EUR      | Livre irlandaise     |
| Italie                | euro   | €                              | EUR      | Lire italienne       |
| Lettonie              | euro   | €                              | EUR      | Lats                 |
| Lituanie              | euro   | €                              | EUR      | Litas                |
| Luxembourg            | euro   | €                              | EUR      | Franc luxembourgeois |
| Malte                 | euro   | € ; ewro en maltais            | EUR      | Lire maltaise        |
| Pays-Bas              | euro   | €                              | EUR      | Florin               |
| Portugal              | euro   | €                              | EUR      | Escudo               |
| Slovaquie             | euro   | €                              | EUR      | Couronne slovaque    |
| Slovénie              | euro   | € ; evro en slovène            | EUR      | Tolar                |

### Les 7 autres membres de l'Union européenne
| Pays               | Devise            | Symbole monétaire ou nom local | Code ISO |
| ------------------ | ----------------- | ------------------------------ | -------- |
| Bulgarie           | lev bulgare       | лев                            | BGN      |
| Danemark           | couronne danoise  | kroner                         | DKK      |
| Hongrie            | forint hongrois   | Ft, forint                     | HUF      |
| Pologne            | złoty polonais    | złoty                          | PLN      |
| Suède              | couronne suédoise | krona                          | SEK      |
| République tchèque | couronne tchèque  | koruna                         | CZK      |
| Roumanie           | leu roumain       | leu                            | RON      |

Seul le Danemark bénéficiant d'une clause d’exemption, les autres pays membres de l'UE devront tous, à terme, adopter l'euro comme monnaie officielle.

### Les 18 autres États européens et les territoires hors UE
| Pays                    | Devise                            | Symbole monétaire ou nom local           | Code ISO |
| ----------------------- | --------------------------------- | ---------------------------------------- | -------- |
| Andorre                 | euro                              | €                                        | EUR      |
| Albanie                 | lek albanais                      | lek                                      | ALL      |
| Biélorussie             | Rouble biélorusse                 | Br.                                      | BYN      |
| Bosnie-Herzégovine      | mark convertible                  | MK ou МК, marka ou марка                 | BAM      |
| Îles Féroé (Danemark)   | couronne féroïenne                |                                          |          |
| Guernesey (R.-U.)       | livre de Guernesey                | £, pound                                 |          |
| Islande                 | couronne islandaise               | króna                                    | ISK      |
| Jersey (R.-U.)          | livre de Jersey                   | £, pound                                 |          |
| Kosovo                  | euro (de facto)                   | €                                        | EUR      |
| Liechtenstein           | franc suisse                      | Fr, CHF                                  | CHF      |
| Macédoine du Nord       | denar                             | ден, денар                               | MKD      |
| Île de Man (R.-U.)      | livre mannoise                    | £, pound                                 |          |
| Moldavie                | leu moldave                       | leu                                      | MDL      |
| Monaco                  | euro                              | €                                        | EUR      |
| Monténégro              | euro (de facto)                   | €                                        | EUR      |
| Norvège - Svalbard      | couronne norvégienne              | krone                                    | NOK      |
| Royaume-Uni - Gibraltar | livre sterling livre de Gibraltar | £, pound sterling Gibraltar pound        | GBP GIP  |
| Saint-Marin             | euro                              | €                                        | EUR      |
| Serbie                  | dinar serbe                       | РСД ou RSD, дин. ou din., динар ou dinar | RSD      |
| Suisse                  | franc suisse                      | Fr, CHF                                  | CHF      |
| Ukraine                 | hryvnia                           | ₴, грн, гривня                           | UAH      |
| Vatican                 | euro                              | €                                        | EUR      |

## Océanie
| Pays                                           | Devise                  | Symbole monétaire ou nom local | Code ISO |
| ---------------------------------------------- | ----------------------- | ------------------------------ | -------- |
| Australie                                      | dollar australien       | $, $ AUD, dollar               | AUD      |
| Île Christmas (Australie)                      | dollar australien       | $, $ AUD, dollar               | AUD      |
| Îles Cocos (Australie)                         | dollar australien       | $, $ AUD, dollar               | AUD      |
| Îles Cook (N.-Z.)                              | dollar néo-zélandais    | dollar                         | NZD      |
| Fidji                                          | dollar des Fidji        | $, $ FJ, dollar                | FJD      |
| Guam (É.-U.)                                   | dollar américain        | $, dollar                      | USD      |
| Îles Heard-et-MacDonald (Australie)            | dollar australien       | $, $ AUD, dollar               | AUD      |
| Kiribati                                       | dollar australien       | $, $ AUD, dollar               | AUD      |
| Îles Mariannes du Nord (É.-U.)                 | dollar américain        | $, dollar                      | USD      |
| Îles Marshall                                  | dollar américain        | $, dollar                      | USD      |
| États fédérés de Micronésie                    | dollar américain        | $, dollar                      | USD      |
| Îles mineures éloignées des États-Unis (É.-U.) | dollar américain        | $, dollar                      | USD      |
| Nauru                                          | dollar australien       | $, $ AUD, dollar               | AUD      |
| Niue (Nouvelle-Zélande)                        | dollar néo-zélandais    | dollar                         | NZD      |
| Île Norfolk (Australie)                        | dollar australien       | $, $ AUD, dollar               | AUD      |
| Nouvelle-Calédonie (France)                    | franc pacifique         | franc, F, franc CFP            | XPF      |
| Nouvelle-Zélande                               | dollar néo-zélandais    | dollar                         | NZD      |
| Palaos                                         | dollar américain        | $, dollar                      | USD      |
| Papouasie-Nouvelle-Guinée                      | kina                    | kina                           | PGK      |
| Îles Pitcairn (Royaume-Uni)                    | dollar néo-zélandais    | dollar                         | NZD      |
| Polynésie française (France)                   | franc pacifique         | franc, F, franc CFP            | XPF      |
| Îles Salomon                                   | dollar des îles Salomon | $, $ SI, dollar                | SBD      |
| Samoa                                          | tala                    | tala                           | WST      |
| Samoa américaines (É.-U.)                      | dollar américain        | $, dollar                      | USD      |
| Tonga                                          | paʻanga                 | paʻanga                        | TOP      |
| Tuvalu                                         | dollar australien       | $, $ AUD, dollar               | AUD      |
| Vanuatu                                        | vatu                    | vatu                           | VUV      |
| Wallis-et-Futuna (France)                      | franc pacifique         | franc, F, franc CFP            | XPF      |